# 达莉拉·伊波利托
达莉拉·贝伦·伊波利托（西班牙語：Dalila Belén Ippólito；2002年3月24日—），阿根廷女子足球运动员，司职中场，目前效力于波米利亚诺女子足球俱乐部和阿根廷国家女子足球队。她曾代表阿根廷参加2023年国际足联女子世界杯和2024年美洲女子金杯等多场国际赛事。